# Debravation
Debravation è il quarto album solista di Deborah Harry, e l'ultimo pubblicato per la Chrysalis Records nel 1993. Sia l'album che il singolo I Can See Clearly sono entrati nella top 25 nelle classifiche britanniche.

## Il disco
È l'ultimo album che la Harry fece mentre era sotto contratto per l'etichetta Chrysalis, mettendo così fine a un contratto di successo che ha avuto inizio con i Blondie ed era durato per oltre 15 anni.
Il primo singolo estratto dall'album è stato il brano dance I Can See Clearly, che ha raggiunto no.23 nel Regno Unito. Il secondo singolo, la ballata Strike Me Pink, aveva un video promozionale controverso che è stato vietato per essere troppo inquietante - caratterizzato da un uomo in una vasca di vetro riempita di acqua, mentre la Harry si siede e lo guarda annegare.
La versione americana dell'album conteneva due altri brani, tra cui My Last Date (With You)  caratterizzato dalla partecipazione strumentale dei REM.
È stato ripubblicato nel 2005 da Wounded Bird Records.

## Tracce
1. I Can See Clearly – 3:52 (Arthur Baker, Tony McIlwaine)
2. Stability – 4:59 (Deborah Harry, Chris Stein, Franne Golde, Allee Willis)
3. Strike Me Pink – 4:02 (Deborah Harry, Anne Dudley, Jonathan Bernstein)
4. Rain – 4:13 (Jon Astley, Chris Stein, Leigh Foxx)
5. Communion – 6:35 (Deborah Harry, Guy Pratt)
6. Lip Service – 3:32 (Deborah Harry, Toni C.)
7. Mood Ring – 4:30 (Deborah Harry, Chris Stein, Anne Dudley)
8. Keep on Going – 4:16 (Jon Astley)
9. Dancing Down the Moon – 3:10 (Deborah Harry, Chris Stein)
10. Standing in my Way – 4:10 (Deborah Harry, Leigh Foxx, John Williams)
11. The Fugitive – 4:55 (Deborah Harry, Chris Stein)
12. Dog Star Girl – 5:34 (Chris Stein, William Gibson)

## Ospiti
- William Gibson  autore di Dog Star Girl
- Anne Dudley
- Arthur Baker